# Philippe Soupault
Philippe Soupault (Chaville, 2. kolovoza 1897. – pariz, 11. ožujka 1990.), francuski esejist i romanopisac 
Bio je aktivan u pokretu Dada te član nadrealističke avangarde. Suosinivač je, zajedno s A. Bretonom i L. Aragnom, revije "Litterature". U suradnji s Bretonom napisao je "Magnetska polja", jedan od privh nadrealističkih tekstova. U njegovoj lirici očit je Apollinaireov utjecaj.
Djela:
- "Apollinaire",
- "Baudelaire",
- "Lautreamont",
- "Braća Durandeau",
- "Na smrt bolesni".